# Арктические конвои (СССР)
Aрктические конвои (или внутренние арктические конвои) — в советской исторической литературе, термин для обозначения операций Северного флота и Беломорской военной флотилии на внутренних арктических сообщениях Советского Союза в период 1941—1944 годов, использовавшихся для защиты от нападения немецко-фашистских надводных кораблей, подводных лодок и авиации.

## История внутренних арктических конвоев
Для обеспечения выхода ледоколов и транспортов в начале навигации из Архангельска в Арктику, вывода судов из Арктики в конце навигации, а также обеспечения перехода судов с наиболее ценным грузом (с промышленным оборудованием и др.) организовывались операции по проведению конвоев, во время которых флотилия усиливалась кораблями и самолётами Северного флота. В остальное время, как правило, ходили малые конвои в составе 2—3 транспортов и нескольких кораблей охранения. Конвои формировались в порту Тикси и проливе Вилькицкого.
Защита Северным флотом внутренних коммуникаций, особенно в Арктике, осуществлялась при активной помощи полярников и моряков торгового и промыслового флотов. Они участвовали в проводке транспортов и кораблей в арктических льдах, ежедневно обеспечивали военных моряков и летчиков сведениями о погоде и ледовой обстановке. Им нередко приходилось вместе с военными отбивать атаки вражеских надводных кораблей, подводных лодок и авиации, которые совершали нападения на полярные станции.
Обеспечение морских перевозок не ограничивалось охраной транспорта на переходе в море. Необходимо было надежно защищать воздушное пространство над судами, прибывавшими в пункты назначения. Это достигалось организацией соответствующей противовоздушной обороны портов.
Вражеская авиация представляла большую помеху также для перевозок между Кольским заливом и полуостровами Рыбачий и Средний и Архангельском. Поэтому командование флота особое внимание обратило на усиление противовоздушной обороны судоходства на этих участках коммуникаций. Основные её силы составляли истребительная авиация и зенитная артиллерия, которые сосредоточивались в базах, портах и других пунктах морских сообщений. На судах, совершавших плавание к линии фронта, на полуостровах Средний и Рыбачий устанавливались зенитная артиллерия и крупнокалиберные пулеметы.
Большую опасность судоходству создавали мины, поставленные надводными кораблями и подводными лодками противника. Защиту арктических коммуникаций осуществляла созданная в составе Северного флота Беломорская военная флотилия. Опираясь на главную базу, Архангельская флотилия в 1941 году частью сил базировалась на Иокангу. В 1942 году создана военно-морская база на Новой Земле, в 1944 году — на острове Диксон. Судоходство обеспечивалось системой конвоев. В 1941 году плавание в конвоях проводилось главным образом на участке Архангельск — Колгуев, в 1942 году Архангельск — остров Диксон, а в 1943 году Архангельск — пролив Вилькицкого.
В отличие от 1943 года, когда к востоку от острова Диксон допускалось плавание одиночных судов без охранения, в 1944 году плавание судов в Карском море проводилось только в конвоях.
Последний конвой, «АБ-15» (с 20 октября по 29 ноября 1944 года), вывел из Арктики 4 ледокола; охранение состояло из 21 военного корабля.

## Известные сражения арктических конвоев

### Бой сторожевого корабля«Пассат»
«Пассат», переоборудованный из рыболовного траулера, имел на вооружении две 45-мм пушки и два пулемета. 12 июля 1941 года под командованием старшего лейтенанта В. Л. Окуневича и военкома, старшего политрука А. И. Вяткина он вышел из Мурманска, чтобы сопроводить в Иоканьгу рыболовные траулеры «РТ-32» и «РТ-67». 13 июля, когда конвой подходил к бухте, появились две группы фашистских эскадренных миноносцев. Одна из них в составе трех кораблей держалась ближе к берегу, а вторая, состоявшая из двух эсминцев, находилась мористее. Первая группа, обнаружив конвой, открыла огонь. Правильно оценив обстановку, командир «Пассата» приказал траулерам идти к берегу, а сам поставил дымовую завесу и вступил в бой с тремя эскадренными миноносцами.
Бой продолжался один час. В этом неравном бою экипаж небольшого и слабо вооруженного советского корабля покрыл себя неувядаемой славой. После очередного прямого попадания снаряда на «Пассате» произошел сильный взрыв, и сторожевик начал быстро погружаться носом в воду. Единственное уцелевшее на корме 45-мм орудие продолжало вести огонь по противнику и не прекращало его до тех пор, пока корабль не скрылся под водой, как и предписано российскими морскими традициями, начиная со времен создания флота.
Из экипажа «Пассата» остались в живых только двое раненых, которых подобрала спущенная с РТ-67 шлюпка.

### Бой сторожевого корабля«Туман»
Вскоре после начала Великой Отечественной войны, находясь с 4 августа 1941 года под командой старшего лейтенанта Л. А. Шестакова в дозоре на линии мыс Цып-Наволок — меридиан Кильдин-Вест, 10 августа 1941 года в 04:25 обнаружил 3 германских эскадренных миноносца из состава 6-й флотилии эсминцев кригсмарине (Z-4 «Рихард Битзен», Z-10 «Ганс Лоди» и Z-16 «Фридрих Экольдт»). Передал радиодонесение об обнаруженном противнике оперативному дежурному Северного флота, тем самым выполнив свою боевую задачу.
После этого «Туман» начал манёвр уклонения и постановку дымовой завесы. Немецкие эсминцы, имевшие многократное превосходство в ходе и артиллерии, сблизились с «Туманом» на 50 кабельтовых — с третьего залпа перешли на поражение. СКР № 12 получил 11 прямых попаданий 127-мм снарядами. Были убиты командир и комиссар корабля. Из-за повреждения кормового орудия ответного огня «Туман» вести не мог (корабли противника находились вне сектора обстрела носового орудия). Тем не менее экипаж продолжал героически сражаться за живучесть корабля, пытаясь дойти до своего берега. В ходе боя радист старший краснофлотец К. В. Блинов и раненый рулевой краснофлотец К. Д. Семёнов совершили подвиг — под нацистскими снарядами подняли флаг корабля сбитый с мачты, поскольку даже случайно сбитый флаг быть истолкован как сигнал о сдаче и покрыть корабль позором.
Открытый с опозданием из-за плохого оперативного взаимодействия огонь береговых батарей отогнал германские эсминцы, что вместе с дымовой завесой спасло жизни 37 из 52 членов экипажа затонувшего в 05:50 с поднятым флагом «Тумана». Единственными наградами экипажу корабля стали подарки от рабочих Мурманска, врученные вечером после боя.
Эсминец Z-4 «Рихард Битзен» был повреждён береговой артиллерией и отправлен на ремонт в Германию.

## Современное использование термина
Основная статья: Арктические конвои
Современное использование термина для обозначения конвоев, доставлявших помощь СССР в ходе Второй мировой войны в рамках программы ленд-лиза до перестройки встречалось лишь в иностранной литературе. В начале XXI века в русскоязычной исторической литературе арктические конвои СССР называются «внутренними арктическими конвоями» в отличие от «арктических конвоев союзников».